# Enrico Pessina (rugbista)
Enrico Pessina (Milano, 1954) è un ex rugbista a 15 e scrittore italiano.

## Biografia
Vive a Lainate ed ha uno studio di architettura a Rho.
È stato giocatore nel Rugby Rho per 26 anni in serie B e C. Oggi allena le categorie giovanili.
Scrittore, ha pubblicato libri di argomento sportivo, soprattutto legati al rugby e romanzi e racconti noir.
Nel 2002 ha vinto il Premio nazionale C.O.N.I., per il racconto sportivo e nel 2006 il Premio Selezione Bancarella Sport.

### Opere
- Con Marco Pastonesi, "Rugby Rho 47-87 quarant'anni di vita", 1987
- Con Marco Pastonesi, "Il terzo tempo", 1997, Libreria dello sport
- Con Marco Pastonesi, "In mezzo ai pali”, 2001, Libreria dello sport
- Con Marco Pastonesi, "Il popolo del rugby”, 2004, Libreria dello sport
- Con Marco Pastonesi, "Il sei nazioni”, 2005, Zelig Baldini e Castaldi
- "Non raccontatemi delle storie”, 2005-2006 (racconti noir), Agar Edizioni
- Con Marco Pastonesi, "Il sei nazioni”, 2007, Zelig Baldini e Castoldi
- Con Marco Pastonesi, "Sessant'anni di Rugby Rho”, 2007, Agar Edizioni
- "Il gioco dei cinque cappelli”, 2007 (thriller), Agar Edizioni
- Con Marco Pastonesi e Roberto Grillo, "Agenda del rugby”, 2008, Ediciclo Editore
- “Tre corti da paura”, 2008 (thriller), A. Car Edizioni
- “ Il mostro del lago di Lugano”, 2009 (romanzo), A. Car Edizioni
- Con Maria Grazia Ciprandi e Tatiana Zampollo, “Te lo spiego io il rugby”, 2010, A. Car Edizioni
- Con altri 364 autori, "365 Storie cattive", 2010, il mio libro.it
- Con Maria Grazia Ciprandi e Tessaro Daniela, “Te lo spiego io il nuoto”, 2011, A. Car Edizioni
- Con 14 amici rugbisti, "Il XV del Presidente Rugby", quattordici racconti e una canzone, 2012, A. Car Edizioni

| Controllo di autorità | SBN VIAV106312 |